# Puntanipterus
Puntanipterus is een geslacht van uitgestorven pterosauriërs, behorend tot de groep van de Pterodactyloidea, dat leefde tijdens het Vroeg-Krijt in het gebied van het huidige Argentinië. Er zijn sterke aanwijzingen dat het geslacht Puntanipterus een jonger synoniem is van Pterodaustro.
De soort Puntanipterus globosus werd in 1975 benoemd door José Bonaparte en Teresa Sánchez. De geslachtsnaam verwijst naar Puntanos, de naam die de bewoners van de provincie San Luis dragen omdat hun hoofdstad vroeger 'San Luis de la Punta de los Venados' heette, en verbindt dit met een gelatiniseerd Klassiek Grieks pteron, 'vleugel'. De soortaanduiding betekent 'bollend', een verwijzing naar een typerend kenmerk van het scheenbeen.
Het holotype is PVL 3869 (eerder FML 3869), een 105 millimeter lange tibiotarsus die samengegroeid is met de zeven centimeter lange fibula, ofwel: een onderaan gebolde vergroeiing van het scheenbeen met het bovenste middenvoetsbeen waaraan ook nog een gereduceerd kuitbeen aan vastzit. Verder zijn aan de soort een ruggenwervel, een vleugelvingerkootje en een teenkootje toegewezen. De bolling heeft aan beide kanten een stekelig uitsteeksel. Het fossiel, in 1972 gevonden bij Hualtarán, komt uit de La Cruzformatie, een meerafzetting uit het vroegste Krijt, Berriasien. Het is licht samengedrukt maar over het algemeen driedimensionaal bewaard gebleven, dus niet extreem platgedrukt.
Bonaparte wees in 1978 Puntanipterus toe aan de Pterodaustriidae; Peter Wellnhofer kwam datzelfde jaar niet verder dan een Pterodactyloidea incertae sedis. In 1980 stelde Peter Galton echter dat het een lid was van Dsungaripteridae, een opvatting die in Europa lang invloedrijk zou blijven. In Argentinië zelf echter bleken tibiotarsi van de vorm als bij Puntanipterus ook in iets latere aardlagen op te duiken, waarin ook Pterodaustro voorkwam; een identificatie kan alleen hierom niet gemaakt worden doordat volledige fossielen van de laatste soort altijd erg platgedrukt zijn, een noodzakelijk gevolg van de beste conserveringsomstandigheden ter plaatse, zodat de morfologie van de enkel niet precies bepaald kan worden; kleine enkelfragmenten die meer ruimtelijk bewaard zijn gebleven tonen echter altijd de bouw die typisch is voor Puntanipterus. Het lijkt er dus op dat beide vormen identiek zijn en Puntanipterus een jonger synoniem is van Pterodaustro.